# Tholopora australis
Tholopora australis is een mosdiertjessoort, de plaatsing in een familie is nog onzeker. De wetenschappelijke naam van de soort is voor het eerst geldig gepubliceerd in 2007 door Taylor & Gordon.